# New Super Mario Bros. Wii
New Super Mario Bros. Wii es un videojuego de plataformas desarrollado y publicado por Nintendo para la consola Wii. Continuación de New Super Mario Bros., se lanzó por primera vez en Australia, Norteamérica y Europa en noviembre de 2009, seguido de Japón un mes después. En 2016 debutó en la consola virtual de Wii U, aunque solo en Europa, Australia y Japón. Un port en resolución de alta definición para la Nvidia Shield TV salió solo en China en diciembre de 2017. Al igual que otros juegos de Super Mario de desplazamiento lateral, se controla a Mario mientras recorre ocho mundos y lucha contra los secuaces de Bowser para rescatar a la Princesa Peach. New Super Mario Bros. Wii es el primero de la serie en contar con modo multijugador simultáneo; hasta cuatro personas pueden jugar en los modos cooperativo y competitivo, tomar el control de Mario, Luigi y uno de los dos Toads multicolores. También introdujo la «Superguía», que permite ver cómo un personaje controlado por el ordenador completa un nivel.
Shigeru Miyamoto había deseado crear un título de Super Mario con multijugador cooperativo desde la concepción de la serie. Tras los intentos fallidos de integrarlo en Super Mario 64 debido a las limitaciones del hardware, pudo explorar a fondo el concepto con la llegada de la Wii y sus capacidades de más avanzadas. Tras desarrollar New Super Mario Bros. y sentir que no era tan desafiante como esperaba, diseñó New Super Mario Bros. Wii con la intención de que fuera accesible para usuarios de todos los niveles de habilidad. Características como la Superguía y la posibilidad de entrar en una burbuja flotante  al dar la orden y optar por no hacer una parte determinada de una fase se añadieron para atender a los principiantes, mientras que otros detalles, como un premio por no hacer aparecer el bloque de la Superguía en ningún nivel, se añadieron para aportar una capa de dificultad. Shiho Fujii y Ryo Nagamatsu compusieron la banda sonora, mientras que Kōji Kondō, compositor habitual de la serie, actuó como asesor de sonido.
Nintendo esperaba que su lanzamiento ayudara a rejuvenecer las ventas de la consola Wii. New Super Mario Bros. Wii tuvo un éxito comercial y de crítica, recibió elogios por su modo multijugador, aunque algunos se mostraron decepcionados por la falta de innovación en comparación con los anteriores entregas de Super Mario. Recibió varios galardones, como el premio al mejor juego de la consola en los Spike Video Game Awards de 2009, IGN y GameTrailers, y es el cuarto videojuego más vendido para Wii desde marzo de 2021, con 30,32 millones de copias vendidas en todo el mundo. Le siguieron New Super Mario Bros. 2 para Nintendo 3DS en julio de 2012 y New Super Mario Bros. U para la Wii U en noviembre de 2012.

## Sistema de juego

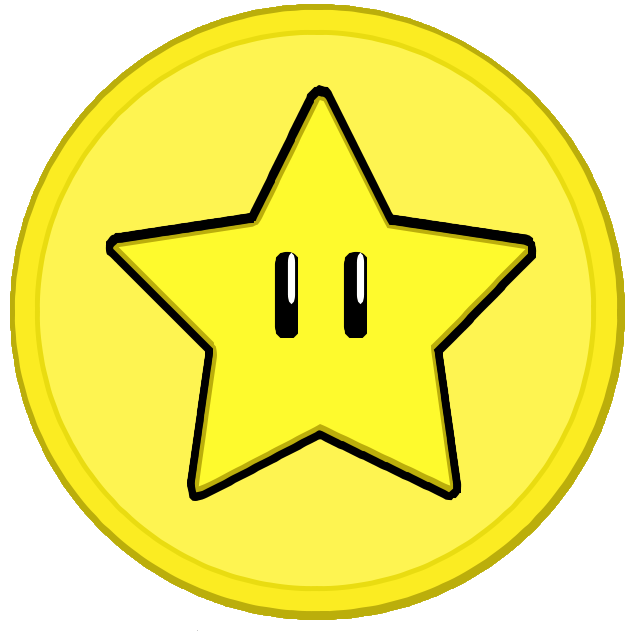
Se pueden encontrar y recolectar un total de tres Star Coins en cada etapa; si el jugador logra recolectar todas, tiene acceso a los niveles del mundo 9

New Super Mario Bros. Wii es un videojuego de plataformas de desplazamiento lateral en 2.5D, aunque se desarrolla en dos dimensiones, la mayoría de los personajes y objetos son representaciones poligonales en 3D sobre fondos en 2D. En el modo para un jugador, se controla a Mario y debe completar varios niveles llenos de enemigos, obstáculos y objetos útiles. Debe maniobrar a Mario hasta un gran mástil de bandera al final de cada fase para avanzar. Se puede controlar con el mando de Wii en horizontal o en vertical con el Nunchuk conectado. Mario puede correr, saltar y realizar movimientos adicionales que regresan de New Super Mario Bros. como patadas en la pared, golpes en el suelo y saltos dobles y triples. New Super Mario Bros. Wii utiliza con frecuencia las funciones de control por movimiento del mando; puede agitar el mando para realizar varias acciones, como un salto giratorio corto que mata a los rivales, un giro en el aire que puede utilizarse para prolongar el tiempo en el aire, y la posibilidad de recoger, transportar y lanzar ciertos objetos. Algunas zonas de las fases, como determinadas plataformas, se pueden manipular poniéndote sobre ellas e inclinar el mando. Ciertos escenarios están ambientados bajo el agua, donde se debe nadar para atravesarlo.
Además puede recoger monedas de oro para ganar vidas extra. Los niveles contienen potenciadores encerrados en bloques flotantes que ayudan al usuario: El Super Champiñón permite recibir un golpe extra y aumenta su altura. La Flor de Fuego permite disparar bolas de fuego a los enemigos. La Superestrella otorga invencibilidad temporal y aumenta su velocidad de carrera. El Mini Champiñón, que reaparece desde New Super Mario Bros., hace que Mario reduzca su tamaño, lo que le permite saltar más alto, correr sobre el agua y pasar por espacios pequeños, pero no permite recibir un golpe extra de los adversarios u otros obstáculos antes de perder una vida. Entre los nuevos potenciadores se incluye el traje hélice, que permite volar durante un breve periodo de tiempo agitar el mando; la Flor de Hielo, que permite disparar bolas de hielo que congelan a los enemigos convirtiéndolos en grandes bloques de hielo que se pueden levantar y lanzar; y el Traje de Pingüino, que funciona como la Flor de Hielo pero también permite deslizarse por el suelo y por el agua, además de darle un mayor control sobre el hielo y en el agua. Yoshi aparece en ciertas fases y puede comer, tragar y escupir enemigos y objetos, y revolotear durante un tiempo.
Consta de ocho mundos que contienen entre ocho y diez etapas cada uno, con un noveno mundo secreto al que se accede tras superar el octavo. Los del noveno mundo se desbloquean encontrando monedas estrella ocultas en los mundos anteriores, que son los principales objetos coleccionables. A los niveles se accede a través de un mapamundi que se representa en 3D; Al completar una fase se desbloquea la siguiente, y a veces hay varios caminos disponibles tras completarla. Cada mundo contiene dos escenarios de jefe —una fortaleza intermedia y un castillo al final del mundo— en los que se lucha contra uno de los siete Koopalings. Algunos mundos también contienen una fase de dirigible en la se lucha contra Bowser Jr. Además de los niveles, también hay «Casas Toads» ubicadas en el mapa en las que se puede jugar un minijuego corto para ganar vidas adicionales o elementos que pueden equiparse desde la pantalla del mapa. Las pantallas de mapas a menudo tienen enemigos deambulando en ciertas áreas dedicadas que, cuando se encuentran, inician una pelea de «mini-jefe» que siempre otorga al usuario tres hongos. En ciertos puntos, un Toad aparecerá atrapado en uno de los escenarios completados previamente, se puede optar por rescatarlo de un bloque y llevarlo de manera segura hasta el final del nivel para ganar una recompensa. Cada uno contiene tres Monedas estrella que están escondidas en áreas de difícil acceso. Estos se pueden gastar en películas de pistas que muestran consejos y trucos para el juego, incluidas las ubicaciones de los secretos y los métodos para ganar vidas extra.
Comienza con cinco vidas, pero puede conseguir más de muchas formas, como recoger objetos y los minijuegos. Perder una devolverá al mapa, y perder todas resulta en terminan la partida, obligar al jugador a volver desde su último punto de guardado. La mayoría de los niveles contienen una bandera intermedia que actúa como punto de guardado para ese. Ciertos contienen salidas alternativas ocultas que conducen a un poste con una bandera roja. Alcanzar este objetivo abre un camino en el mapa que lleva a una zona oculta.
New Super Mario Bros. Wii incluye la «Superguía», un concepto pensado para ayudar a los que tienen dificultades para completar una determinada fase. Es el primer juego de Nintendo que incluye este concepto. Durante el modo de un jugador, si muere ocho veces seguidas en cualquier escenario, aparece un Bloque verde «!», que se puede golpear para que un Luigi controlado por el ordenador muestre un camino seguro a través del nivel sin revelar ninguna localización de Monedas Estrella ni salidas secretas. Se puede interrumpir la guía en cualquier momento y tomar el control a partir de ese momento. Después de que complete el recorrido, se tiene la opción de volver a intentarlo o saltárselo por completo.

### Multijugador
New Super Mario Bros. Wii es el primer juego de Super Mario que incluye multijugador cooperativo simultáneo. Hasta cuatro personas pueden jugar juntos en el papel de Mario, su hermano Luigi, Toads Azul o Amarillo. Las fases se completan cuando toca el asta de la bandera; los demás tienen un tiempo limitado para cogerla en su persecución antes de que se detenga cualquier otra intervención y se centre en la animación de «recorrido despejado».
Se pueden interactuar entre sí de varias maneras, que pueden utilizarse para ayudarse o competir entre sí; por ejemplo, pueden saltar sobre la cabeza de los demás para alcanzar lugares más altos. También pueden cogerse y lanzarse unos a otros, y comerse y escupirse mientras montan a Yoshi. Si se forma una gran distancia entre dos o más personajes, la cámara lo compensará haciendo un paneo para mostrarlos a todos a la vez. Si los usuarios siguen sin alcanzarlo, serán arrastrados por el borde de la pantalla hasta que avancen más rápido o pierdan una vida por el paso de un obstáculo. Si uno entra en una zona diferente de un nivel, como una cerrada a través de una tubería o una puerta, sin los otros, ellos entrarán al mismo lugar después de un corto período de tiempo.
El primero navega por el mapa del mundo y selecciona etapas. Vuelven a la pantalla del mapa si todos mueren antes de que alguien reaparezca en el escenario. Si todos se quedan sin vidas y terminan la partida, deben reiniciar desde su último punto de guardado. Si uno muere, reaparece en la fase encerrado en una burbuja. Podrá reanudarlo cuando otro rompa la burbuja. Uno puede romperlo tocándola o golpeándola con una bola de fuego, una bola de hielo, un proyectil arrojadizo —proyectiles, bloques de hielo, etc.— o la lengua de Yoshi. También pueden encerrarse voluntariamente dentro de la burbuja mientras uno más hábil atraviesa un segmento difícil. Si todos los personajes de una sesión cooperativa entran en una burbuja al mismo tiempo —ya sea por muerte o voluntariamente—, perderán el nivel y deberán reiniciarlo.
Además del modo historia principal, que puede jugarse tanto en modo individual como multijugador, hay dos modos específicos: «Modo libre para todos», en el que se completan recorridos juntos y compiten por conseguir el rango más alto, y «Batalla de monedas», en el que compiten por recoger el mayor número de monedas.

## Trama
Cuando Mario, Luigi, los Toads Amarillo y Azul están celebrar el cumpleaños de la Princesa Peach en su castillo,aparece una gran tarta. Bowser Jr. y los Koopalings salen y atrapan a Peach en su interior. Cargan la tarta en el dirigible de Bowser, que despega perseguido por Mario, Luigi y los dos Toads. Los Toads del castillo les dan acceso a los nuevos objetos, las setas hélice y los trajes de pingüino.
Tras viajar por varios mundos lucha contra los Koopalings, Bowser Jr. y Kamek el Magikoopa, los Mario Bros. y los Toads encuentran a Peach en la nave. Sin embargo, Kamek se abalanza sobre ella y se la lleva al castillo. Dentro, Bowser es derrotado, pero Kamek lo revive y le lanza un hechizo mágico que lo transforma en un gigante. Persigue a Mario y a los demás, destruye todo a su paso, hasta que encuentra un gran interruptor y lo acciona, hacer que caiga por los suelos y libera a la princesa de su jaula. Ambos salen en un globo aerostático, seguidos por Luigi y los Toads.
Los créditos se muestran como un minijuego en el que las letras se escriben en bloques, que pueden ser rotos por los personajes jugables para conseguir monedas —aparecen los cuatro, pero sólo los controlados por los usuarios pueden conseguir monedas—. Tras los créditos, Bowser Jr. y los Koopalings ayudan a Bowser a salir de su inestable castillo, que se cae.

## Desarrollo
New Super Mario Bros. Wii nació del deseo de recrear la experiencia de un solo jugador de la serie Super Mario para varias personas. Shigeru Miyamoto, el programador jefe de títulos de Nintendo, había estado interesado en crear un juego de la serie con características multijugador desde los inicios con el arcade de 1983, Mario Bros. Los intentos de integrar el multijugador cooperativo en Super Mario 64, el primero en 3D, fracasaron finalmente debido a las limitaciones de hardware de Nintendo 64. Con una CPU más rápida y las capacidades gráficas y de memoria mejoradas de la Wii, él y el resto del equipo pudieron retomar esta idea, ya que el hardware permitía la visualización fluida de suficientes enemigos y objetos en pantalla a la vez, y favorecía una cámara que podía adaptarse dinámicamente a los movimientos de los jugadores, asegura que supieran en todo momento cuál era la situación de su personaje. Miyamoto dijo que la Princesa Peach no era controlable debido a su vestido, ya que hacer que su falda se moviera de forma realista requeriría una compleja programación dedicada.
Quería que fuera accesible para todos, por lo que intentó equilibrar su dificultad con características que sirvieran tanto a los fanáticos casuales como a los más acérrimos de Super Mario. Tras el lanzamiento de New Super Mario Bros. para Nintendo DS, que no consideró lo suficientemente difícil, quiso crear un nuevo que ofreciera un mayor nivel de dificultad a los usuarios que lo desearan. Al mismo tiempo, se incluyó la función Superguía, que permitía ver cómo se completaba una fase antes de volver a intentarlo tras fallar un determinado número de veces, con el fin de hacerlo accesible también a los no familiarizados. El personal decidió incluir la función como una opción que aparecería en un escenario tras fallar un determinado número de veces para no entorpecer la experiencia de los más experimentados. Como incentivo adicional para los avanzados, también añadió logros que se podían conseguir completarlo sin que apareciera el bloque verde en ningún nivel. La posibilidad de que un jugador se ponga en una burbuja y opte por no hacer un nivel se ideó para que tanto los novatos como los más experimentados pudieran jugar sin interferir unos con otros. Miyamoto también esperaba que se convirtiera en uno básico para la consola y alcanzara niveles de éxito similares a los de New Super Mario Bros.
En New Super Mario Bros. Wii trabajaron varios programadores, algunos de los cuales tenían distintos conocimientos sobre los principios de diseño de Super Mario. Miyamoto, que actuó como productor, ayudó a los directores a crear un entendimiento general de las reglas básicas del diseño, redactando documentos de especificaciones en los que se explicaban las «normas» de funcionamiento. Esto llevó a discusiones y decisiones sobre lo que se consideraba «natural» y «antinatural» para una entrega de Mario; por ejemplo, con la llegada de la capacidad de la Flor de Hielo para congelar a los enemigos, decidieron que sería lógico que los bloques de hielo se derritieran al dispararles bolas de fuego, y que flotaran en la superficie al sumergirse en el agua.
La música estuvo compuesta y arreglada por Shiho Fujii y Ryo Nagamatsu, con la labor adicional del director de sonido Kenta Nagata. Koji Kondo, habitual de la serie, ha sido el asesor de sonido y no escribió ninguna composición nueva, aunque algunas de sus creaciones se reajustaron para el título. Charles Martinet volvió a poner voz a Mario y Luigi, junto con Samantha Kelly como los Toads y la princesa Peach, Kenny James como Bowser y Caety Sagoian como Bowser Jr. Aunque los Toads jugables no tienen nombre, y se les conoce simplemente como Toad Azul y Amarillo, los programadores se refirieron internamente a los personajes como Bucken-Berry y Ala-Gold, respectivamente.

## Lanzamiento
El 30 de mayo de 2009, la versión digital del periódico japonés Nihon Keizai Shimbun informó de que se lanzarían dos nuevas secuelas para la Wii: una de Wii Fit titulada Wii Fit Plus, y otra de New Super Mario Bros. llamada provisionalmente New Super Mario Bros. Wii. Este último se anunció en el E3 2009 y se mostró con más detalle en la Gamescom. Para resaltar su singularidad, Nintendo lo lanzó en una caja roja en lugar del tradicional color blanco que suelen tener los juegos de Wii. El anuncio se produjo tras el estancamiento de las ventas de la consola, que había provocado una caída del 52 % en los beneficios de la empresa en el primer semestre de 2009. Esperaba que ayudara a aumentar las ventas en la próxima temporada navideña. En una reunión informativa celebrada en Japón antes de su estreno, Miyamoto expresó su fe en que mantendría unas fuertes ventas más allá de su primer año en el mercado.
New Super Mario Bros. Wii salió a la venta en Australia el 12 de noviembre de 2009, y en Norteamérica el 15 de noviembre. Más tarde, el 20 de noviembre, se lanzó en Europa y Japón y el 3 de diciembre,  respectivamente. El 29 de octubre de 2010, debutó como título incluido en un pack de la consola Wii roja, junto con Wii Sports y una descarga integrada de Donkey Kong, que se lanzó para celebrar el veinticinco aniversario de Super Mario Bros. También se incluyó como parte de un lanzamiento en paquete con una consola Wii Family Edition negra junto con un CD de la banda sonora de Super Mario Galaxy el 23 de octubre de 2011.
En el E3 2011, se presentó una variación apodada New Super Mario Bros. Mii, como demostración para la entonces nueva consola de Nintendo, la Wii U, que permitía a los usuarios controlar con sus personajes Mii. Se trataba de un prototipo diseñado para mostrar la tecnología de la consola. New Super Mario Bros. Wii se publicó en la Consola Virtual de Wii U en 2016 para los europeos, mercados australiano y japonés. El 5 de diciembre de 2017 se lanzó en China un port mejorado para la Nvidia Shield TV, junto a otras de la consola y GameCube como The Legend of Zelda: Twilight Princess. Esta versión actualizada cuenta con gráficos de alta definición a 1080p y una interfaz de usuario rediseñada.

### Demanda por piratería
En noviembre de 2009, el australiano James Burt, de veinticuatro años, compró una copia de New Super Mario Bros. Wii varios días antes de su lanzamiento, ya que la tienda había vendido por error antes de su fecha de salida, y copió y subió el disco a Internet. Nintendo lo retiró y demandó a Burt poco después, acusándole de violar las leyes de derechos de autor y privar a la empresa de posibles ventas. El caso se resolvió finalmente en enero de 2010, y Burt recibió una multa de 1,3 millones de dólares australianos como compensación por las ventas perdidas, así como una multa adicional de 100 000 como parte de la multa legal de Nintendo. También estuvo obligado a revelar la ubicación de todos sus ordenadores y dispositivos de almacenamiento electrónico, así como a dar acceso a sus cuentas de correo electrónico, redes sociales y sitios web. La directora general de Nintendo Australia, Rose Lappin, calificó el incidente de «problema mundial», señalando que se habían descargado miles de copias en todo el mundo antes de que fuera retirado. Burt comentó posteriormente el incidente, califica sus acciones de «muy estúpidas» y afirma que las repercusiones del delito eran algo con lo que tendría que lidiar el resto de su vida.

## Recepción

### Prelanzamiento
El juego recibió elogios por sus características multijugador tras su presentación en el E3, y la crítica alabó tanto sus aspectos competitivos como los cooperativos, aunque la ausencia de juego en línea ha sido reprochada como una oportunidad perdida. Muchos lo compararon favorablemente con The Legend of Zelda: Four Swords Adventures, que tomaba de forma similar la mecánica tradicional de sus respectivas series y la entrelazaba con el multijugador cooperativo. Chad Concelmo de Destructoid elogió los niveles «creativos e inductores de risa» y su control más estricto en comparación con New Super Mario Bros., al tiempo que calificó el modo multijugador de «único, adictivo y gloriosamente entretenido» y le otorgó una puntuación de 9,5 según sus impresiones iniciales. Andrew Yoon de Engadget lo calificó de «jugable, adictivo y fresco», y elogió el sistema de cámara, que puede alejarse automáticamente para mostrar a los jugadores fuera de la pantalla. Ars Technica elogió el título como «insidiosamente divertido» a pesar de destacar la sencillez de sus gráficos. Sophia Tong de GameSpot comparó el videojuego con Super Mario Bros. 3 y calificó la nueva función de «divertidísima de jugar e hilarante de ver». Oli Welsh de Eurogamer calificó el modo de «simple golpe de genialidad». Chris Kohler de Wired alabó la dificultad del multijugador.
Su presentación era otro punto de elogio para algunos reseñantes. Jeff Balakar de CNET dijo que ver una entrega de Super Mario de desplazamiento lateral en pantalla panorámica como «una experiencia reveladora», y alabó la atención al detalle de los mundos. Craig Harris de IGN también elogió los gráficos en pantalla panorámica y señaló que se veía con fluidez en ese modo progresiva a pesar de que la versión mostrada es una versión incompleta, mientras que Matt Casamassina dijo que parecía «nítido, limpio [y] colorido».
Algunos analíticos reprocharon ligeramente el modo multijugador. Aunque los tres reseñantes de CNET lo disfrutaron, Balakar comentó que resultaba frustrante en ocasiones debido al caos y al reducido espacio en pantalla. Dan Ackerman de CNET, aunque alabó la diversión general de New Super Mario Bros. Wii, señaló su gran similitud con sus predecesores de desplazamiento lateral, comentar que se sentía «firmemente plantado en la era 2D». Russ Frushtick, redactor de MTV comentó su dificultad, comparándola con la del juego Contra de NES.

### Post-lanzamiento
El juego recibió críticas «generalmente favorables», según el agregador de reseñas Metacritic. La revista japonesa Famitsu lo calificó de «obra maestra de la acción en 2D» y le dio una puntuación perfecta de 40/40, lo que lo convierte en el decimotercero y el cuarto de Wii que recibe esta puntuación en los veintitrés años de historia de la publicación. Kotaku elogió el juego y lo consideró una razón para comprar la consola. Jeremy Parish de 1UP.com lo consideró el verdadero sucesor espiritual de Super Mario World de 1991. Jeff Gerstmann de Giant Bomb, también elogió su equilibrio de dificultad, alaba que fuera fácil y accesible tanto para jugadores hardcore como casuales, aunque señaló que su facilidad lo hacía menos desafiante que Super Mario Bros. 3 y Super Mario World.
Los analíticos siguieron elogio las características multijugador, y varios las destacaron como una de las más potentes y valiosas. Patrick Kolan de IGN Australia, lo calificó como la experiencia para cuatro personas más divertida desde Super Smash Bros. Brawl y afirmó que superó sus expectativas iniciales a pesar de las fuertes sospechas. Matt Wales de IGN Reino Unido lamentó que funcionara tanto como experiencia para un usuario como multijugador, pero asegurar que lo mejor era cuando se jugaba con varias personas. Nick Chester de Destructoid, calificó el modo cooperativo de divertido a pesar de las frustraciones ocasionales, y confirmar que probablemente se divertirían más jugar junto a otros amigos. Randolph Ramsay de GameSpot lo calificó de «inicialmente muy divertido», pero también admitió que a veces les resultaba tedioso debido al caos que provocaba. Craig Harris de IGN US alabó el sistema de burbujas, calificándolo de elección de diseño inteligente; sin embargo, reprochó la falta de funciones multijugador en línea, destacándolo como un punto particular de insatisfacción. Kolan también vio esto como un defecto, criticando la falta de tablas de clasificación en línea para los modos multijugador competitivos. Por el contrario, Wales no ve esta omisión como un problema importante, argumentar que la socialidad es un aspecto primordial que hace que el multijugador sea agradable y que ha sido un acierto no incluir la función debido a la mala calidad del servicio en línea de Nintendo, aunque señalaron que una tabla de clasificación habría sido una adición admirable. GameSpy también dio margen por su falta de función en línea, argumentar que el medio es una experiencia principalmente competitiva, mientras que New Super Mario Bros. Wii requiere una experiencia cooperativa para ser disfrutado a fondo. Brett Elston de GamesRadar+, muy valorativo con el modo multijugador para cuatro personas, lo calificó de frustrante y afirmó que se sentía apretado debido a los varios personajes y al pequeño tamaño de la pantalla, al tiempo que aconsejaba que se experimentaba mejor con sólo dos.
La mecánica y los controles estuvieron elogiados por su reminiscencia de los antiguos títulos de Super Mario en 2D; muchos destacaron el uso del mando sostenido lateralmente como la mejor forma de entretenerse y lo elogiaron por rememorar la disposición de forma rectangular de la Nintendo Entertainment System. Ramsay lamentó la falta de compatibilidad con el mando clásico. Las opiniones sobre la integración de los controles de movimiento son variadas. Kolan los elogió por ser «fáciles, intuitivos y discretos, los tres aspectos más analíticos en cualquier juego controlado por movimiento», mientras que Ramsay declaró que en ocasiones eran intrusivos en general. Chester alabó sobre todo la naturalidad de los controles por movimiento, y se mostró en desacuerdo con la necesidad de mantener pulsado un botón y agitar para transportar objetos. Elston declaró que el manejo se veía «comprometido» por el salto giratorio controlado por movimiento, que, según declarar, el equipo de análisis activaba repetidamente por accidente mientras intentaba divertirse.
Algunos escritores lo reprocharon por parecer simplificado y basarse en la mecánica de sus predecesores. Aunque Harris le otorgó una nota de 8,9 sobre 10 y lo consideró una experiencia divertida en general, también se mostró muy analítico con él por «ir a lo seguro» y, comparándolo con Super Mario Galaxy, lo calificó de «oportunidad perdida» para Nintendo en términos de contenido. Edge, aunque le otorgó una puntuación positiva de 7/10, lo criticó por carecer del encanto tradicional de Mario y por su bajo nivel de dificultad. Elston argumentó que carecía de la creatividad de otros de la serie. The A.V. Club lo calificó como «el título de Mario menos esencial hasta la fecha», confirmar que carece de un concepto sólido y muestra una repetitividad subyacente en otras entregas. Por el contrario, Nintendo Power argumentó que funciona como una secuela porque mantiene lo que hizo grandes a los originales de la franquicia a la vez que añade nuevas características.
Corbie Dillard de Nintendo Life destacó el refinamiento visual y la fluidez de las animaciones, pero también aseguró que no tenía el mismo nivel de esplendor que otros lanzamientos first party del sistema. Ramsay también comparó los gráficos con los de otros títulos desarrollados por Nintendo, afirmar que carecía del nivel de pulido que tenía el anterior Super Mario Galaxy, a pesar de utilizar una brillante y variada gama de colores. Gerstmann observó que, si bien los modelos de los usuarios eran ligeramente inusuales de cerca, los fuertes colores de los mundos y niveles sólo lo convertían en una molestia menor. Kolan elogió la música como una de las mejores de la serie y alabó el diseño sonoro por rememorar anteriores entregas de Super Mario. Elston también elogió la banda sonora, así como la interacción de los enemigos con la música.
New Super Mario Bros. Wii recibió el premio al mejor juego de Wii en los Spike Video Game Awards 2009. IGN le concedió el galardón al título de la consola del Año 2009. GameTrailers lo premió como mejor juego del sistema de 2009. También recibió la distinción al mejor entrega familiar del año en los Game Awards 2009 de Yahoo!, y el premio Nintendo Power al «Juego Wii del Año» de 2009. Durante la decimotercer edición de los Interactive Achievement Awards, la Academia de Artes y Ciencias Interactivas lo nominó como «Videojuego de aventuras del año» y «Logro sobresaliente en ingeniería de mecánica». GamesRadar lo nombró el decimotercer mejor de Wii en 2016. IGN lo incluyó en el número ocho de su lista de los veinticinco mejores de la consola en 2012, y también como ciento tres en su enumeración de los ciento veinticinco mejores de Nintendo de todos los tiempos en 2014. Polygon lo situó en el puesto número diez de su clasificación de todos las entregas de la serie, afirmar que el modo para un usuario era «el típico de Mario», al tiempo que destacaba la increíble experiencia multijugador.

### Ventas
New Super Mario Bros. Wii tuvo un éxito comercial, vendiendo 936 734 unidades a los cuatro días de su lanzamiento en Japón, el mayor debut de un juego de Wii en la región; sus ventas aumentaron a 1 401 558 en la semana siguiente. Con su lanzamiento, las ventas de la consola aumentaron un 128 %, tras la reciente ralentización de las ventas de hardware. Vendió 3 002 753 unidades a las siete semanas de su estreno en Japón, lo que lo convierte en que más rápido ha vendido tres millones en ese país. En Norteamérica, vendió 1 390 000 unidades en noviembre de 2009, convirtiéndose en el tercero más vendido del mes por detrás de las versiones para Xbox 360 y PlayStation 3 de Call of Duty: Modern Warfare 2. En 45 días, había vendido 4,2 millones de copias en Estados Unidos, superando los 4,1 millones de Super Mario Galaxy. En diciembre de ese año, vendió 2,82 millones de unidades. A finales de 2009, había vendido 10,55 millones de unidades en todo el mundo, convirtiéndose en el juego para un solo sistema que más rápido se ha vendido en la historia, con 4,5 millones de unidades vendidas en Estados Unidos, tres millones en Japón y casi tres millones en Europa.
En su primer año de ventas, vendió 4 001 276 unidades en Japón, convirtiéndose en el primer título de Wii con cuatro millones de ventas en el país. El 19 de noviembre de 2014, Nintendo of America anunció a través de Twitter que había superado las ventas de diez millones de unidades solo en Estados Unidos. A 31 de marzo de 2022, había vendido 30,32 millones de copias en todo el mundo, lo que lo convierte en el cuarto del sistema más vendido, así como en el segundo de Mario más vendido de la consola —por detrás de Mario Kart Wii—.

## Secuela
En 2012, se lanzó una secuela de New Super Mario Bros. Wii como título de lanzamiento para la Wii U, titulada New Super Mario Bros. U.

### New Super Mario Bros. Wii Coin World
New Super Mario Bros. Wii Coin World (Japonés: New スーパーマリオブラザーズ Wii コインワールド Hepburn: Nyū Sūpā Mario Burazāzu U~ī Koin Wārudo?) es un juego arcade de 2011 exclusivo de Japón desarrollado por Capcom. Presenta multijugador, como su homólogo para consola, y se basa principalmente en una mecánica de máquina tragamonedas. Incluye una serie de «eventos» basados en la mecánica de New Super Mario Bros. Wii. Al ganar varios eventos y en la máquina tragaperras, los jugadores tienen la oportunidad de conseguir llaves. Una vez recogidas cinco llaves, entra en un evento con Bowser para ganar un bote.